# Pat Harrington, Jr.

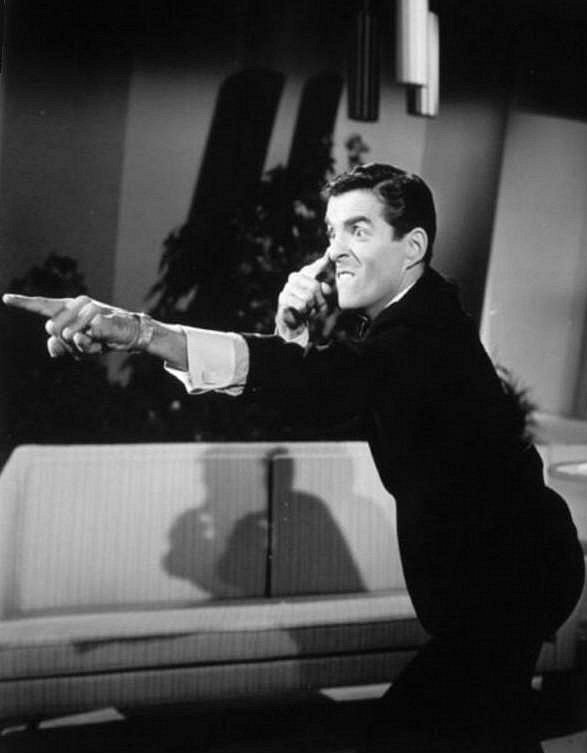
Pat Harrington, Jr. under inspelningen av TV-programmet Stump the stars, 1962.

Daniel Patrick “Pat” Harrington, Jr., född 13 augusti 1929 i New York, död 6 januari 2016 i Los Angeles, var en amerikansk skådespelare. Hans far var Pat Harrington Sr. Harrington, Jr. är främst känd för att ha spelat vaktmästaren Dwayne Schneider i komediserien One Day at a Time (1975-1984), en roll som han vann en Emmy och en Golden Globe för.